# Сунчхан
Сунчха́н (кор. 순창군?, 淳昌郡?, Sunchang-gun) — уезд в провинции Чолла-Пукто, Южная Корея. Считается родиной одной из самых популярных корейских приправ — острого соуса кочхуджан.

## История
Территория, на которой находится современный Сунчхан, начала заселяться людьми в период раннего Средневековья. В эпоху Махан здесь находились поселения Окчхон и Осан. После объединения Корейского полуострова под властью государства Силла здесь возник посёлок Сунхва, который был переименован в Сунчхан в эпоху династии Корё (1175 год). Тогда же Сунчхан получил статус хёна. В 1314 году Сунчхан получил статус уезда (кун или гун). Этот статус сохраняется за Сунчханом по сей день.

## Города-побратимы
Сунчхан является городом-побратимом следующих городов:
- Тондэмунгу, Сеул, Республика Корея
- Чханнён, провинция Кёнсан-Намдо, Республика Корея
- Минамикюсю, префектура Кагосима, Япония